# 39e cérémonie des Victoires de la musique
La 39e cérémonie des Victoires de la musique se déroule le 9 février 2024 à la Seine musicale de Boulogne-Billancourt, en France. La cérémonie, présidée par Zazie, est retransmise en direct à la télévision sur France 2, à la radio sur France Inter et présentée par Léa Salamé et Cyril Féraud.

## Tournage

### Lieu
La cérémonie est tournée à Boulogne-Billancourt, à la Seine musicale.

### Production et organisation
La cérémonie est produite par l'association « Les Victoires de la musique » et Carson Prod.

#### Présentation
La cérémonie est présentée par Léa Salamé et Cyril Féraud.

#### Président d'honneur
Cette année, Zazie est présidente d'honneur de la cérémonie.

#### Modalités de vote
882 professionnels ont pris part au premier tour organisé en novembre 2023 (contre 600 professionnels et 200 du public auparavant), puis un jury composé de 32 membres (artistes, diffuseurs de musique enregistrée et diffuseurs de musique live) ont choisi parmi 10 artistes dans chaque catégorie.

## Prestations en direct
Les artistes nommés et invités se succèdent sur scène pour chanter un de leurs tubes ou une chanson hommage. Ci-dessous la liste par ordre chronologique de la soirée :
| Artiste(s)                             | Chanson(s)                                               |
| -------------------------------------- | -------------------------------------------------------- |
|                                        | Je suis un homme (Ouverture)                             |
| Zazie                                  | Rue de la Paix                                           |
| Vianney et la Maîtrise de Radio France | Maintenant                                               |
| Jain                                   | Maria                                                    |
| Pierre de Maere                        | Enfant de                                                |
| Louane                                 | Secret, Les étoiles, Parano                              |
| Terrenoire                             | Saint-Etienne - hommage à Bernard Lavilliers             |
| Jeanne Cherhal                         | On the Road Again - hommage à Bernard Lavilliers         |
| Olivia Ruiz                            | Les Mains d'or - hommage à Bernard Lavilliers            |
| Catherine Ringer, Bernard Lavilliers   | Idées noires - hommage à Bernard Lavilliers              |
| Faada Freddy, Bernard Lavilliers       | Noir et Blanc - hommage à Bernard Lavilliers             |
| Nuit Incolore                          | Dépassé                                                  |
| Julien Granel                          | Plus fort                                                |
| Étienne Daho                           | Virus X                                                  |
| Gazo                                   | DIE, 100K                                                |
| Zaho de Sagazan                        | La symphonie des éclairs                                 |
| Clara Ysé                              | Douce                                                    |
| Meryl                                  | Jack Sparrow                                             |
| Raphaël                                | Si je devais manquer de toi - hommage à Jean-Louis Murat |
| Josman                                 | Les flammes                                              |
| Aime Simone                            | Shining Light                                            |
| Adèle Castillon                        | C'est drôle                                              |
| Yamê                                   | Bécane                                                   |
| Zazie                                  | Gravité                                                  |

## Palmarès
Ci-dessous, les lauréats et nommés cette année :
| Catégorie              | Lauréat(e)         | Lauréat(e)                                  | Nommés |
| ---------------------- | ------------------ | ------------------------------------------- | --- |
| Artiste féminine       |                    | Aya Nakamura                                | - Véronique Sanson - Aya Nakamura - Jain - Louane |
| Artiste masculin       |                    | Vianney et Gazo (ex aequo)                  | - Pierre de Maere - Étienne Daho - Vianney - Gazo |
| Artiste masculin       |                    | Vianney et Gazo (ex aequo)                  | - Pierre de Maere - Étienne Daho - Vianney - Gazo |
| Révélation féminine    |                    | Zaho de Sagazan                             | - Adèle Castillon - Zaho de Sagazan - Meryl |
| Révélation masculine   |                    | Yamê                                        | - Yamê - Nuit Incolore - Aime Simone |
| Révélation scène       |                    | Zaho de Sagazan                             | - Zaho de Sagazan - Meryl - Julien Granel |
| Chanson originale      |                    | La Symphonie des éclairs de Zaho de Sagazan | - Douce de Clara Ysé - Enfant de de Pierre de Maere - Secret de Louane - La Symphonie des éclairs de Zaho de Sagazan                                                              |
| Concert                |                    | QALF Tour - Damso                           | - The Final Fucked Up Tour - Shaka Ponk - QALF Tour - Damso - Consolation Tour - Pomme - Le Grand Tour - Bigflo et Oli                                                            |
| Création audiovisuelle |                    | Commando de Shay                            | - La Symphonie des éclairs de Zaho de Sagazan (réalisé par Bobby León) - Flamme de Juliette Armanet (réalisé par Scotty Simper) - Commando de Shay (réalisé par Guillaume Doubet) |
| Album                  |                    | La Symphonie des éclairs de Zaho de Sagazan | - Tirer la nuit sur les étoiles de Étienne Daho - À 2 à 3 de Vianney - J.000.$ de Josman - La Symphonie des éclairs de Zaho de Sagazan - The Fool de Jain                         |
| Victoire d'honneur     | Bernard Lavilliers | Bernard Lavilliers                          | Aucun |

## Statistiques

### Nominations multiples
- 5 : Zaho de Sagazan
- 2 : Jain, Pierre de Maere, Étienne Daho, Vianney, Meryl, Louane

### Récompenses multiples
- 4 : Zaho de Sagazan